# Sigma del Llop
Sigma del Llop (σ Lupi) és un estel de la constel·lació del Llop, de magnitud aparent +4,42. Classificada als catàlegs com a gegant blava de tipus espectral B2III, Sigma Lupi pot ser, segons altres autors, un estel de la seqüència principal de tipus B1-B2V. S'hi troba a 574 anys llum del sistema solar.
Molt més calent que el Sol -la seua temperatura efectiva és de 23.000 K-, Sigma del Llop brilla amb una lluminositat 5.754 vegades major que la lluminositat solar. El seu diàmetre és 4,5 vegades més gran que el diàmetre solar i la mesura de la seua velocitat de rotació projectada dona com a resultat la modesta xifra -per a una estrella calenta de les seves característiques- de 80 km/s; no obstant això, cal prendre aquest valor com un límit inferior, ja que, depenent de la inclinació del seu eix de rotació, la seva velocitat pot ser molt superior. 9 vegades més massiva que el Sol, la seva edat pot ser d'aproximadament 13 milions d'anys.
Sigma del Llop sembla tenir una companya propera que fa que la seva lluentor variï 0,02 magnituds. No és una binària eclipsant sinó una variable el·lipsoidal rotatòria, això és, la proximitat entre les estrelles fa que aquestes tinguin forma el·lipsoidal, de manera que l'àrea visible canvia conforme les estrelles es mouen en la seva òrbita. Spica (α Virginis) és l'exemple més notable d'aquesta classe de variables.